# Aage Storstein

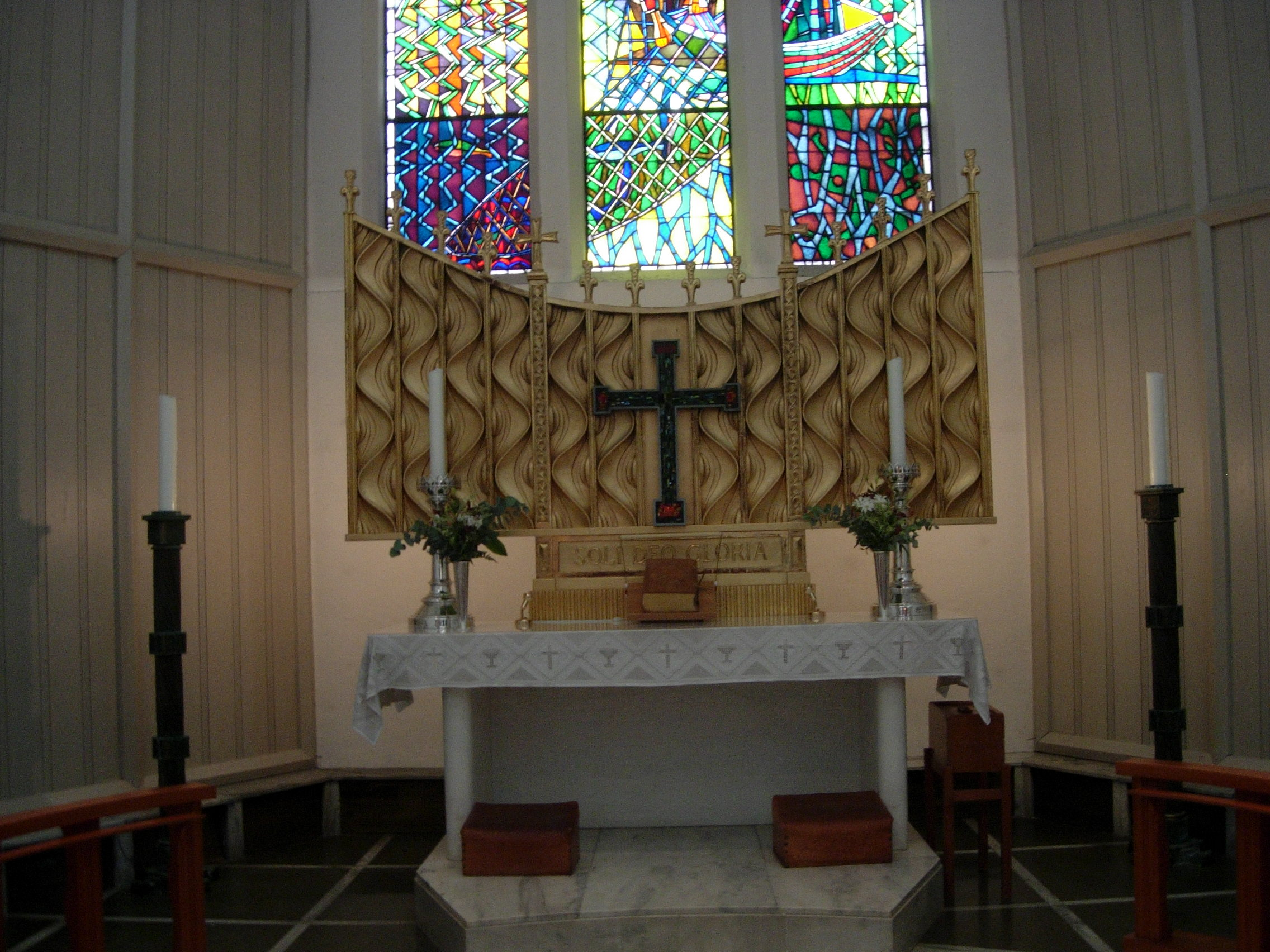
Kyrkfönstret bakom altaret i Bodø domkyrka är målat av Aage Storstein.

Aage Storstein, född 26 juli 1900 i Stavanger, död 7 maj 1983 i Oslo, var en norsk målare, bror till litteraturforskaren Olav Storstein.

## Biografi
Storstein studerade 1920–1921 i Paris, bland annat hos André Lhote och Pedro Araujo, och 1926 hos Henrik Sørensen och Per Krohg. Han besökte Italien 1921, 1932–1933 och 1938–1939. Med utgångspunkt i Picassos kubism utformade han omkring 1930 sin karakteristiska stil med kraftiga, geometriskt bestämda deformeringar i en ljusfylld färgskala, som i Fisketorget, 1934 (Nasjonalmuseet/Nasjonalgalleriet i Oslo).
Efter att ha deltagit i en tävling om utsmyckningen av Oslo nye krematorium 1932 och Universitetet på Blindern 1935 vann han 1938 tävlingen om dekorationer av västra galleriet i Oslo rådhus (färdigt 1950), ett huvudverk i det moderna norska freskomåleriet. Han har dekorerat flera norska skepp, utförde 1956 en glasmålning till Bodø domkyrka och 1965 en till Fredrikstad krematorium. Han har också målat landskap samt arbets- och badscener i en något friare stil. 1946–1969 var han professor vid Statens Kunstakademi. Nasjonalmuseet/Nasjonalgalleriet äger flera bilder av honom, såväl som teckningar och grafik och han finns även representerad vid bland annat Moderna museet och Arkivet för dekorativ konst.